# Joe Chealey
Joseph Emmanuel Chealey, né le 1er novembre 1995 à Orlando en Floride, est un joueur américain de basket-ball évoluant au poste de meneur.

## Biographie

### Carrière universitaire
Entre 2013 et 2018, il joue pour les Cougars de Charleston au College of Charleston.

### Carrière professionnelle

#### Hornets de Charlotte (depuis 2018)
Le 21 juin 2018, lors de la draft 2018 de la NBA, il n'est pas sélectionné.
Le 26 juillet 2018, il signe un contrat avec les Hornets de Charlotte. Par la suite, il joue la NBA Summer League 2018 avec les Hornets et signe, le 13 octobre 2018, un contrat "two-way" avec la franchise de la Caroline du Nord et va jouer en G-League chez le Swarm de Greensboro. Le 1er juillet 2019, il devient agent libre.
Le 6 août 2019, il signe un nouveau contrat avec les Hornets. le 13 octobre 2019, il est libéré par les Hornets. Le 27 octobre 2019, il intègre l'équipe du Swarm de Greensboro en G-League.
Le 21 février 2020, il signe un contrat de 10 jours avec les Hornets de Charlotte. Le 3 mars 2020, il en signe un second.

## Statistiques

### Universitaires
| Saison    | Équipe     | Matchs   | Titul.   | Min./m   | % Tir    | % 3pts   | % LF     | Rbds/m.  | Pass/m.  | Int/m.   | Ctr/m.   | Pts/m.   |
| --------- | ---------- | -------- | -------- | -------- | -------- | -------- | -------- | -------- | -------- | -------- | -------- | -------- |
| 2013-2014 | Charleston | 27       | 10       | 20,7     | 36,7     | 30,2     | 67,6     | 2,00     | 1,85     | 0,67     | 0,26     | 6,85     |
| 2014-2015 | Charleston | 33       | 30       | 32,5     | 40,2     | 30,6     | 75,8     | 3,61     | 3,30     | 0,88     | 0,18     | 12,36    |
| 2015-2016 | Charleston | Redshirt | Redshirt | Redshirt | Redshirt | Redshirt | Redshirt | Redshirt | Redshirt | Redshirt | Redshirt | Redshirt |
| 2016-2017 | Charleston | 35       | 33       | 33,8     | 43,1     | 39,2     | 82,2     | 3,51     | 3,17     | 1,00     | 0,03     | 17,74    |
| 2017-2018 | Charleston | 34       | 34       | 35,4     | 39,3     | 34,8     | 85,8     | 4,65     | 3,59     | 0,85     | 0,12     | 17,97    |
| Total     | Total      | 129      | 107      | 31,2     | 40,4     | 34,8     | 80,6     | 3,52     | 3,04     | 0,86     | 0,14     | 14,15    |

### Professionnelles

#### Saison régulière
| Saison    | Équipe    | Matchs | Titul. | Min./m | % Tir | % 3pts | % LF  | Rbds/m. | Pass/m. | Int/m. | Ctr/m. | Pts/m. |
| --------- | --------- | ------ | ------ | ------ | ----- | ------ | ----- | ------- | ------- | ------ | ------ | ------ |
| 2018-2019 | Charlotte | 1      | 0      | 7,8    | 33,3  | 0,0    | 0,0   | 0,00    | 1,00    | 0,00   | 0,00   | 2,00   |
| 2019-2020 | Charlotte | 4      | 0      | 8,4    | 0,0   | 0,0    | 100,0 | 0,00    | 0,25    | 1,00   | 0,00   | 0,50   |
| Total     | Total     | 4      | 0      | 8,2    | 10,0  | 0,0    | 100,0 | 0,00    | 0,40    | 0,80   | 0,00   | 0,80   |

Mise à jour le 12 mars 2020

## Records sur une rencontre en NBA
Les records personnels de Joe Chealey en NBA sont les suivants, :
| Type de statistique        | Saison régulière | Saison régulière      | Saison régulière |
| Type de statistique        | Record           | Adversaire            | Date             |
| -------------------------- | ---------------- | --------------------- | ---------------- |
| Points                     | 2                | 2 fois                | 2 fois           |
| Paniers marqués            | 1                | @ Celtics de Boston   | 30 janvier 2019  |
| Paniers tentés             | 4                | Spurs de San Antonio  | 3 mars 2020      |
| Paniers à 3 points réussis | -                | -                     | -                |
| Paniers à 3 points tentés  | 2                | Spurs de San Antonio  | 3 mars 2020      |
| Lancers francs réussis     | 2                | Spurs de San Antonio  | 3 mars 2020      |
| Lancers francs tentés      | 2                | Spurs de San Antonio  | 3 mars 2020      |
| Rebonds offensifs          | -                | -                     | -                |
| Rebonds défensifs          | -                | -                     | -                |
| Rebonds totaux             | -                | -                     | -                |
| Passes décisives           | 1                | 2 fois                | 2 fois           |
| Interceptions              | 3                | @ Pacers de l'Indiana | 25 février 2020  |
| Contres                    | -                | -                     | -                |
| Balles perdues             | 2                | Spurs de San Antonio  | 3 mars 2020      |
| Minutes jouées             | 16               | @ Pacers de l'Indiana | 25 février 2020  |

- Double-double : 0
- Triple-double : 0

Dernière mise à jour : 5 novembre 2020